# پاولیشوو
پاولیشوو (به چکی: Pavlišov) یک منطقهٔ مسکونی در جمهوری چک است که در ناخود واقع شده‌است. پاولیشوو ۰٫۴۹۰ کیلومتر مربع مساحت و ۶۸ نفر جمعیت دارد.